# Trypetoptera punctulata
Trypetoptera punctulata är en tvåvingeart som först beskrevs av Giovanni Antonio Scopoli 1763.  Trypetoptera punctulata ingår i släktet Trypetoptera och familjen kärrflugor. Arten är reproducerande i Sverige. Inga underarter finns listade i Catalogue of Life.

## Bildgalleri

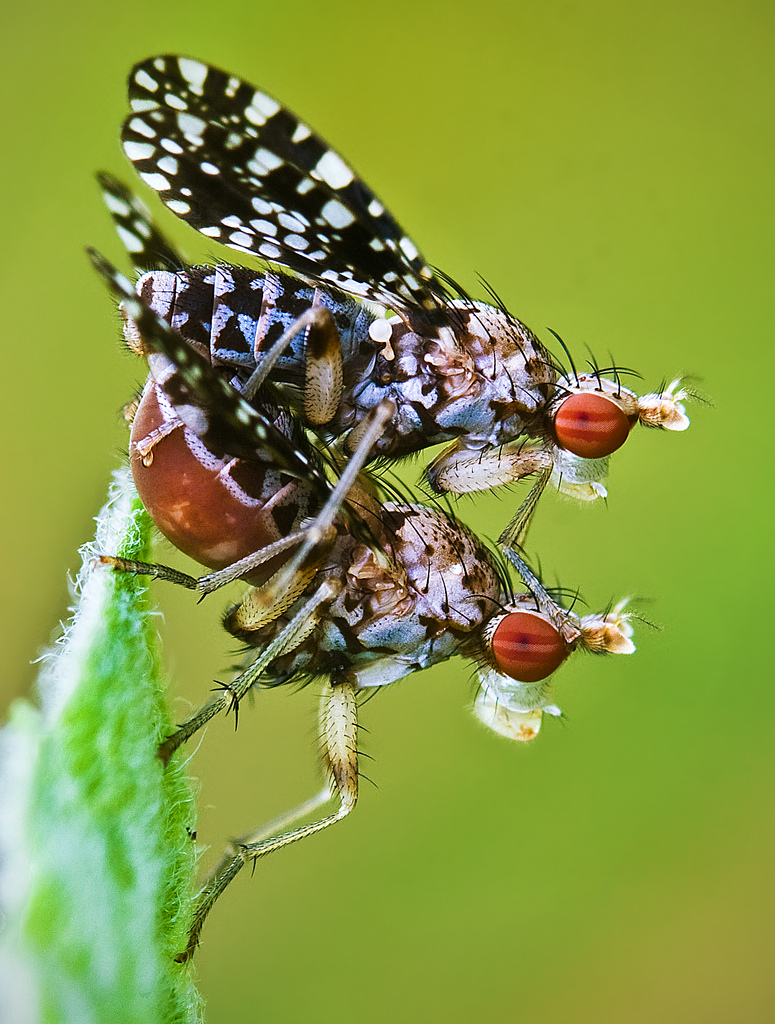
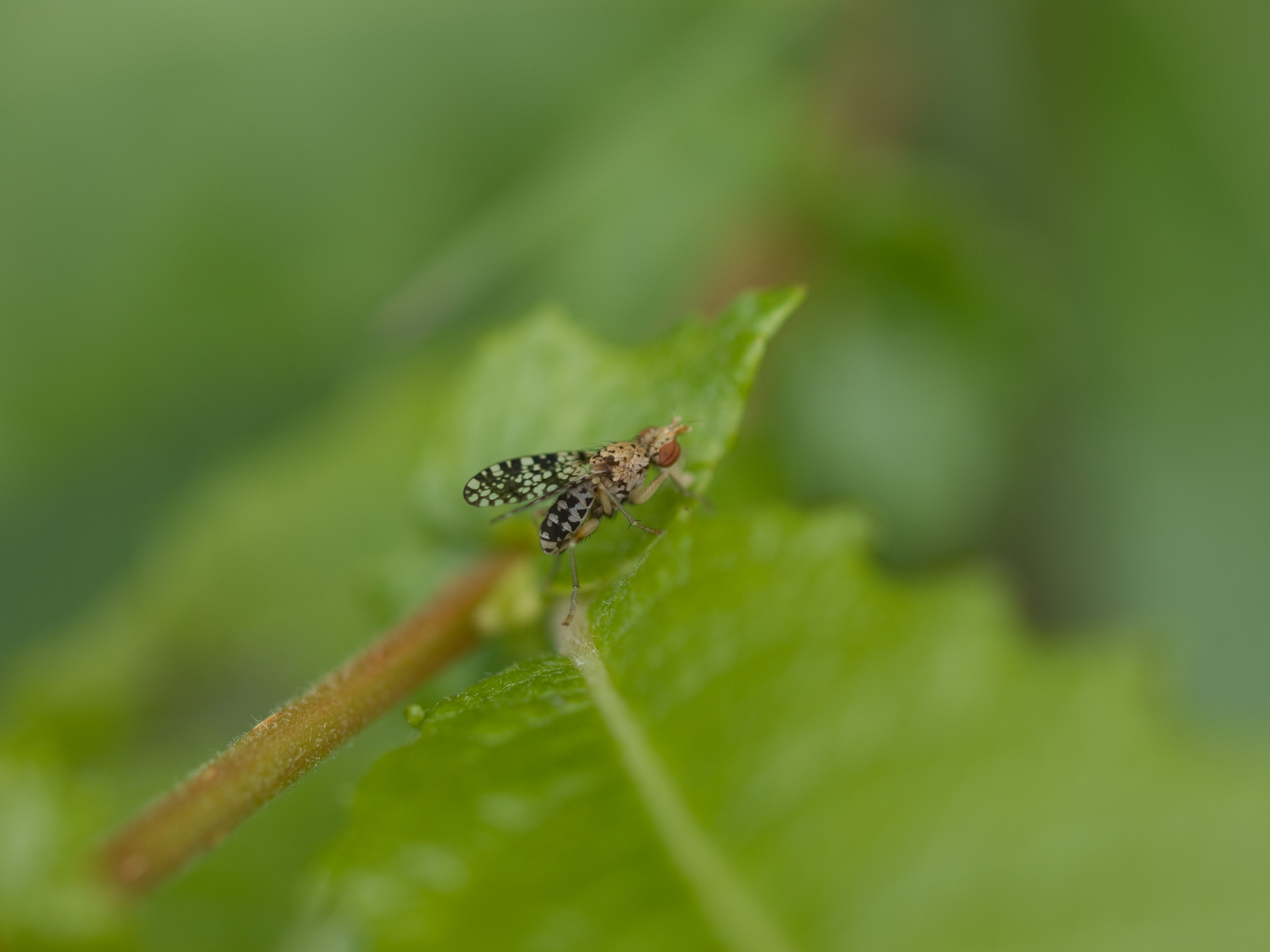
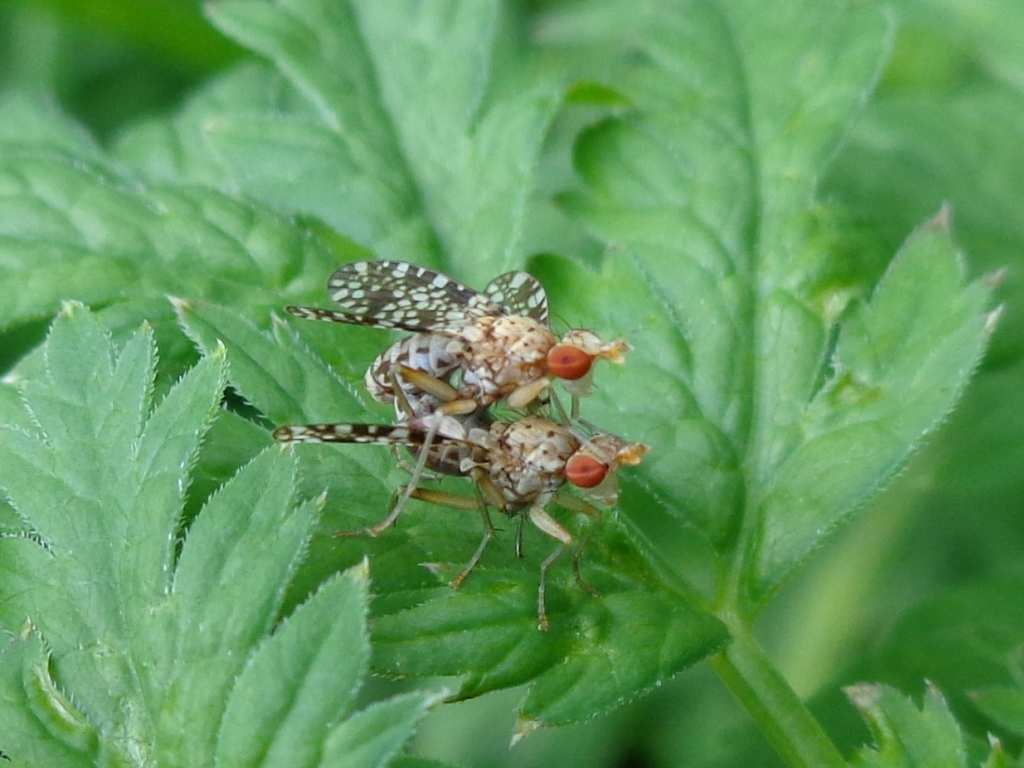